# Монтемуро
Монтему̀ро (на италиански: Montemurro) е село и община в Южна Италия, провинция Потенца, регион Базиликата. Разположено е на 723 m надморска височина. Населението на общината е 1298 души (към 2012 г.).
Село Монтемуро е почти изцяло разрушено от силно земетресение в 16 декември 1857 г.